# 塔伊沃·阿沃尼伊
塔伊沃·米歇尔·阿沃尼伊（英語：Taiwo Micheal Awoniyi；1997年8月22日—），尼日利亞足球運動員，現效力於英超俱樂部诺丁汉森林。